# 库佩维尔
库佩维尔（法語：Coupéville，法語發音：[kupevil]）是法国马恩省的一个市镇，属于香槟沙隆区。

## 地理
库佩维尔（48°54'39"N, 4°37'33"E）面积30.42 平方千米，位于法国大東部大區马恩省，该省份为法国东北部内陆省份，北起阿登省，西北接埃纳省，西南接塞纳-马恩省，南至奥布省，东南接上马恩省，东临默兹省。
与库佩维尔接壤的市镇（或旧市镇、城区）包括：勒弗雷讷、马尔松、普瓦、穆瓦夫尔河畔圣让、瓦诺勒沙泰勒。

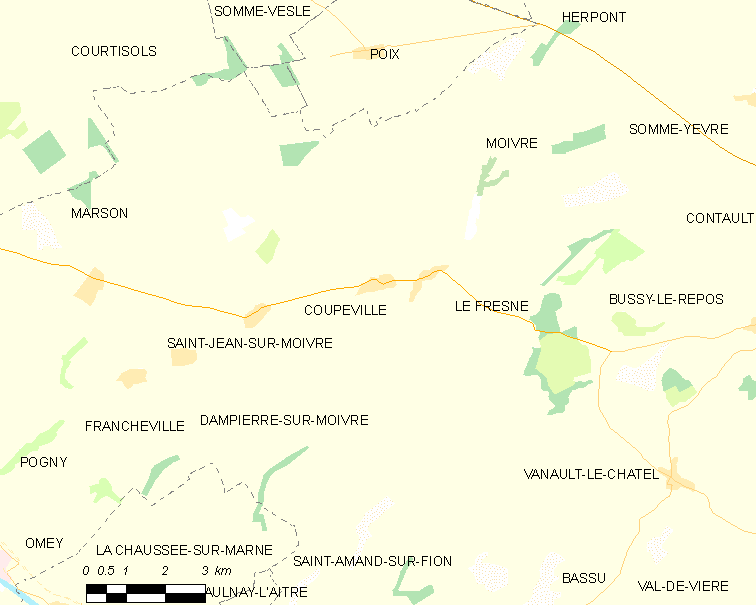
库佩维尔的OSM定位图

库佩维尔的时区为UTC+01:00、UTC+02:00（夏令时）。

## 行政
库佩维尔的邮政编码为51240，INSEE市镇编码为51179。

## 政治
库佩维尔所属的省级选区为香槟沙隆第三县。

## 人口

1962-2008年间库佩维尔人口变化图示

库佩维尔于2022年1月1日时的人口数量为168人。